# Sicario (filme)
Sicario (bra: Sicario: Terra de Ninguém; prt: Sicario - Infiltrado) é um filme americano de drama policial de 2015, dirigido por Denis Villeneuve, escrito por Taylor Sheridan, e estrelado por Emily Blunt, Benicio del Toro e Josh Brolin. A história do filme é sobre uma agente de FBI que é alistada por uma força-tarefa do governo para derrubar o líder de um poderoso e brutal cartel de drogas mexicano.
Foi apresentado originalmente em 19 de maio de 2015 no Festival de Cannes e foi estrelado por Emily Blunt, Benicio del Toro e Josh Brolin. Recebeu aclamação da crítica, que elogiaram o roteiro, as performances, cinematografia e trilha sonora. Sua sequência, Day of the Soldado, foi lançada em 2018.

## Sinopse
Em Chandler, no Arizona, os agentes do FBI, Kate Macer e Reggie Wayne, lideram uma invasão da SWAT de um suspeito de um cartel do cartel mexicano. Dentro, a equipe descobre dezenas de cadáveres decadentes e uma armadilha, que explode e mata dois policiais. Após o ataque, o chefe de Kate, Dave Jennings, a recomenda para uma força-tarefa conjunta do DOD-CIA, supervisionada pelo oficial da CIA, Matt Graver, para prender o tenente do Cartel de Sonora, Manuel Díaz, o responsável pelo atentado.
Em um avião para El Paso, Kate conhece o parceiro de Matt, Alejandro Gillick. Juntado por Marshals dos EUA e agentes da DEA, bem como operadores Delta Force, a equipe viaja para Ciudad Juárez, no México para extraditar Guillermo, um dos principais homens de Díaz. À medida que a equipe volta para El Paso sobre a Ponte das Américas, eles são emboscados por pistoleiros do cartel. A equipe mata rapidamente os atiradores e retorna com segurança a El Paso, onde Matt e Alejandro torturam Guillermo, aprendendo de um túnel do cartel usado por Díaz para contrabandear drogas nos EUA.
A equipe viaja para uma estação de patrulha da fronteira do Arizona para questionar imigrantes ilegais detidos para obter informações. Reggie e Kate enfrentam Matt sobre seu plano. O objetivo de Matt é interromper as operações de drogas de Díaz de tal forma que Díaz será convocado de volta ao México por seu chefe, elusivo dono da droga de Sonora Cartel, Fausto Alarcón. A equipe encontra o túnel e explora um banco usado pelos lavadores de dinheiro de Díaz. Kate reúne provas prováveis suficientes para obter mandados de prisão, mas Jennings a invalida.
Em um bar, Reggie apresenta Kate a Ted, um amigo e oficial de polícia local do Arizona. Enquanto Kate e Ted se tornam íntimos em seu apartamento, Kate descobre uma pulseira de borracha na posse de Ted idêntica àquela usada para empacotar o dinheiro lavado de Díaz. Percebendo que ele foi feito, Ted começa a estrangular Kate, mas é parado por Alejandro, que sabia que o cartel iria enviar alguém depois de Kate. Alejandro e Matt torturam Ted a revelar os nomes de outros agentes da lei que trabalham para Díaz.
Na manhã seguinte, Díaz é chamado de volta ao México para se encontrar com Alarcón. Como a equipe segue, Kate argumenta que o FBI não tem jurisdição no México. Matt despede-a e Reggie, admitindo que ele usou apenas para conceder a CIA permissão legal para operar dentro dos EUA Kate insiste em permanecer na equipe. Ela e Reggie se juntam à incursão no túnel de contrabando. No caos organizado, Alejandro foge sem ser detectado no México, onde seqüestra uma das mulas de Diaz, um policial corrupto chamado Silvio. Kate tenta prender Alejandro, que a incapacita disparando em seu colete à prova de balas antes de dirigir fora com Silvio em sua viatura da polícia.
Kate confronta Matt sobre toda a operação. Matt refere-se a Medellín como um momento em que um único cartel correu o comércio de drogas e poderia assim ser mais facilmente controlado. Ele continua explicando que alcançar esse tipo de controle era o melhor que tinham de esperar. Ele também explica que Alejandro, que está trabalhando com o Cartel de Medellín, foi contratado para assassinar Alarcón, que Alejandro vê como uma oportunidade para vingar o assassinato de sua esposa e filha pelo Cartel de Sonora.
No México, Alejandro e Silvio param a Mercedes de Díaz. Alejandro mata Silvio, então, prendendo Díaz sob a mira de uma arma, obriga-o a dirigir até a propriedade de Alarcón. Uma vez lá, Alejandro mata Díaz e todos os guardas de Alarcón, ele então reune Alarcón e sua família em sua mesa de jantar. Depois de anunciar seu motivo, Alejandro assassina a esposa de Alarcón e dois filhos na frente dele antes de executar Alarcón também.
Na manhã seguinte, Alejandro aparece no apartamento de Kate e ordena que ela assine uma renúncia legitimando toda a operação. Quando ela se recusa, Alejandro a ameaça sob a mira de uma arma. Kate assina a renúncia, e Alejandro sai. Enquanto se afasta, ela aponta a pistola para ele da varanda. Alejandro pára e enfrenta Kate, mas ela é incapaz de puxar o gatilho, e ele sai.
De volta ao México, a viúva de Silvio leva seu filho para o seu jogo de futebol. O jogo é brevemente interrompido pelo som de tiros antes de continuar como se nada tivesse acontecido.

## Elenco
- Emily Blunt como Kate Macer
- Benicio del Toro como Alejandro Gillick
- Josh Brolin como Matt Graver
- Daniel Kaluuya como Reggie Wayne
- Maximiliano Hernández como Silvio
- Victor Garber como Dave Jennings
- Jon Bernthal como Ted
- Jeffrey Donovan como Steve Forsing
- Raoul Trujillo como Rafael
- Julio Cedillo como Fausto Alarcon
- Hank Rogerson como Phil Coopers
- Bernardo P. Saracino como Manuel Diaz

## Produção
A filmagem principal começou em 30 de junho de 2014, em Albuquerque, Novo México.

## Música
Jóhann Jóhannsson foi selecionado para escrever e compor a trilha sonora do filme, fazendo de Sicario sua segunda colaboração com o diretor Denis Villeneuve. O trabalho de Jóhannsson ao gravar o filme foi muito elogiado: Sicario foi indicado ao Oscar de Melhor Trilha Sonora Original, ao BAFTA de Melhor Música Cinematográfica, ao Prêmios Critics' Choice Movie de Melhor Trilha Sonora e ao Prêmio Saturno de Melhor Música.

## Lançamento

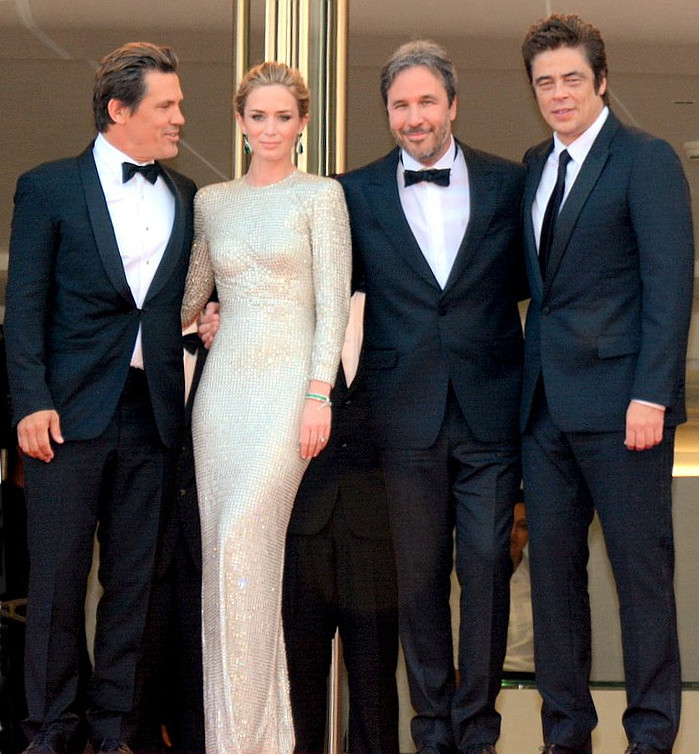
Villeneuve with Josh Brolin, Emily Blunt, e Benicio del Toro na premiere de Sicario no Festival de Cannes de 2015

Em maio de 2014, a Lionsgate adquiriu os direitos dos EUA sobre o filme, enquanto a Lionsgate International lidou com as vendas externas. Em 23 de fevereiro de 2015, a Lionsgate definiu o filme para um lançamento limitado nos Estados Unidos em 18 de setembro de 2015 e um lançamento amplo em 2 de outubro de 2015. O filme teve sua estreia mundial no Festival de Cannes em 19 de maio de 2015. Foi selecionado para ser exibido na seção de apresentações especiais do Festival Internacional de Cinema de Toronto de 2015 em 11 de setembro de 2015.

### Mídia doméstica
Sicario foi lançado em Blu-ray e DVD em 5 de janeiro de 2016 e em Blu-ray UHD 4K em 1 de março de 2016.

## Recepção

### Bilheteria
Sicario foi um sucesso comercial, arrecadando US$46,9 milhões nos Estados Unidos e Canadá e US$38 milhões em outros territórios, num total mundial de US$84,9 milhões, contra um orçamento de produção de US$30 milhões.
Lançado ao lado de The Martian e The Walk, Sicario foi projetado para faturar de US$8 a 10 milhões em seu amplo fim de semana de lançamento. Em seu primeiro dia, o filme arrecadou US$4,3 milhões. No fim de semana de abertura, arrecadou US$12,1 milhões, superando as expectativas, e ficou atrás de The Martian e do Hotel Transylvania 2. No segundo final de semana, o filme faturou US$7,6 milhões, caindo 38% e terminando em quinto.

### Controvérsia
Antes do lançamento do filme, o prefeito de Ciudad Juárez, Enrique Serrano Escobar, instou os cidadãos a boicotá-lo, acreditando que o filme apresentava uma imagem falsa e negativa da cidade. Ele disse que a violência retratada no filme era precisa até 2010, e que a cidade havia feito progressos na restauração da paz.

### Premiações
Entre outros elogios, o filme recebeu três indicações ao Oscar, como Melhor Cinematografia, Melhor Trilha Sonora Original e Melhor Edição de Som.

## Temas
O diretor Denis Villeneuve disse que o filme foi concebido no auge da violência em Juárez em 2010. De acordo com Sebastian Rotella, correspondente americano estrangeiro e jornalista investigativo, Sicario examina muitos aspectos da Guerra às Drogas dos EUA contra, geralmente, cartéis de drogas no México, América Central e do Sul. Ele observou que a situação do tráfico ilegal de drogas no México permaneceu praticamente estagnada nas duas décadas anteriores ao lançamento do filme e que o filme afirma que a Guerra às Drogas Americana está "nos transformando nos mesmos monstros que estamos tentando derrotar". Rotella afirmou que houve progresso no México e expressou escrúpulos em relação à representação da "campanha de operações negras" extralegal do filme, relativa à sua experiência de que a maioria das operações nos EUA resultou na prisão legal e na acusação de traficantes.

## Sequência
A Lionsgate encomendou uma sequência centrada no personagem de del Toro, com o subtítulo Soldado. O projeto foi supervisionado pelo escritor Taylor Sheridan. Em abril de 2016, os produtores Molly Smith e Trent Luckinbill disseram que del Toro e Brolin retornariam. Em junho de 2016, o cineasta italiano Stefano Sollima foi contratado para dirigir, com Villeneuve não mais disponível devido a conflitos de agendamento. A filmagem principal começou em 8 de novembro de 2016 no Novo México. Sicario: Day of the Soldado foi lançado nos Estados Unidos em 29 de junho de 2018 para críticas geralmente positivas.